# Ден Шуді
Ден Шуді (кит.: 唐茜靖 Deng Shudi, нар. 10 вересня, 1991 року, Гуйян, Ґуйчжоу, Китай) — китайський гімнаст, бронзовий призер Олімпійських ігор 2016 року, чемпіон світу.

## Спортивна кар'єра
Спортивною гімнастикою займається з п'ятирічного віку за настановою батьків.

## Результати на турнірах
| Рік  | Змагання                 | КБ | ІБ | Вільні вправи | Кінь | Кільця | Опорний стрибок | Паралельні бруси | Перекладина |
| ---- | ------------------------ | -- | -- | ------------- | ---- | ------ | --------------- | ---------------- | ----------- |
| 2014 | Чемпіонат світу          | 1  | 6  |               |      |        |                 | 4                |             |
| 2015 | Чемпіонат світу          | 3  | 3  | 4             |      |        |                 | 3                |             |
| 2016 | Олімпійські ігри         | 3  | 6  |               |      |        |                 | 4                |             |
| 2018 | Кубок світу в Досі       |    |    |               |      |        |                 |                  | 3           |
| 2018 | Азійські ігри            | 1  |    |               |      | 1      |                 |                  |             |
| 2018 | Чемпіонат світу          | 1  |    |               |      |        |                 |                  | 6           |
| 2019 | Кубок виклику в Чжаоціні |    |    | 1             |      |        |                 |                  |             |
| 2019 | Кубок світу в Досі       |    |    |               |      |        |                 |                  | 6           |
| 2019 | Чемпіонат світу          | 2  |    |               |      |        |                 |                  |             |
| 2020 | Чемпіонат Китаю          |    | 3  | 1             |      |        |                 |                  |             |

## Виступи на Олімпіадах
| Олімпіада | Дисципліна         | Місце |
| --------- | ------------------ | ----- |
| Ріо 2016  | командна першість  | 3     |
| Ріо 2016  | абсолютна першість | 6     |
| Ріо 2016  | паралельні бруси   | 4     |